# Edgar F Codd Innovations Award
SIGMOD Edgar F. Codd Innovations Award delas ut årligen för nyskapande och innovativa bidrag till utvecklingen av, förståelsen för samt användandet av databaser och databasteknik. 
Utmärkelsen hette ursprungligen SIGMOD Innovations men döptes 2004 om efter Edgar F. Codds bortgång (2003) för att hedra Codds bidrag till forskningen kring databaser och relationsmodellen.

## Pristagare
| År   | Namn                 |
| ---- | -------------------- |
| 1992 | Michael Stonebraker  |
| 1993 | Jim Gray             |
| 1994 | Phillip Bernstein    |
| 1995 | David DeWitt         |
| 1996 | C. Mohan             |
| 1997 | David Maier          |
| 1998 | Serge Abiteboul      |
| 1999 | Hector Garcia-Molina |
| 2000 | Rakesh Agrawal       |
| 2001 | Rudolf Bayer         |
| 2002 | Patricia Selinger    |
| 2003 | Don Chamberlin       |
| 2004 | Ronald Fagin         |
| 2005 | Michael Carey        |
| 2006 | Jeffrey D. Ullman    |
| 2007 | Jennifer Widom       |